# Петрянино (Никольский район)
Петрянино — деревня в Никольском районе Вологодской области.
Входит в состав Нигинского сельского поселения, с точки зрения административно-территориального деления — в Нигинский сельсовет.
Расстояние по автодороге до районного центра Никольска — 21 км, до центра муниципального образования Нигино — 3 км. Ближайшие населённые пункты — Лашово, Самылово, Бураково.
По переписи 2002 года население — 18 человек.